# Пеленський Зенон Павлович
Зе́нон Павло́вич Пеле́нський  (псевдо: «Зеленко», «Ходя», «Пакс», «Франк»; * 26 липня 1902 с. Тулиголове, Городоцький повіт, Королівство Галичини та Володимирії — † 30 жовтня 1979, Мюнхен, ФРН) — український політичний діяч, член УВО, член-засновник ОУН, крайовий провідник ОУН на західноукраїнських землях (листопад 1929 — червень 1930), в'язень польських тюрем, діяч УНДО, член-засновник УГВР.

## Життєпис

Перший Конґрес Українських Націоналістів у Відні, 1929 рік.
Сидять зліва направо 1 ряд: Юліан Вассиян, Дмитро Андрієвський, Микола Капустянський, Євген Коновалець, Микола Сціборський, Яків Моралевич, Володимир Мартинець, Микола Вікул.
Стоять зліва направо 2 ряд: Іван Малько, Осип Бойдуник, Максим Загривний, Євген Зиблікевич, Петро Кожевників, Дмитро Демчук, Леонід Костарів, Олесь Бабій, Ріко Ярий, Михайло Антоненко, Зенон Пеленський.
Стоять зліва направо 3 ряд : Юрій Руденко, Ярослав Барановський, Степан Охримович, Степан Ленкавський, Андрій Федина, Ярослав Герасимович, Теофіл Пасічник-Тарнавський, Олександр Згорлякевич

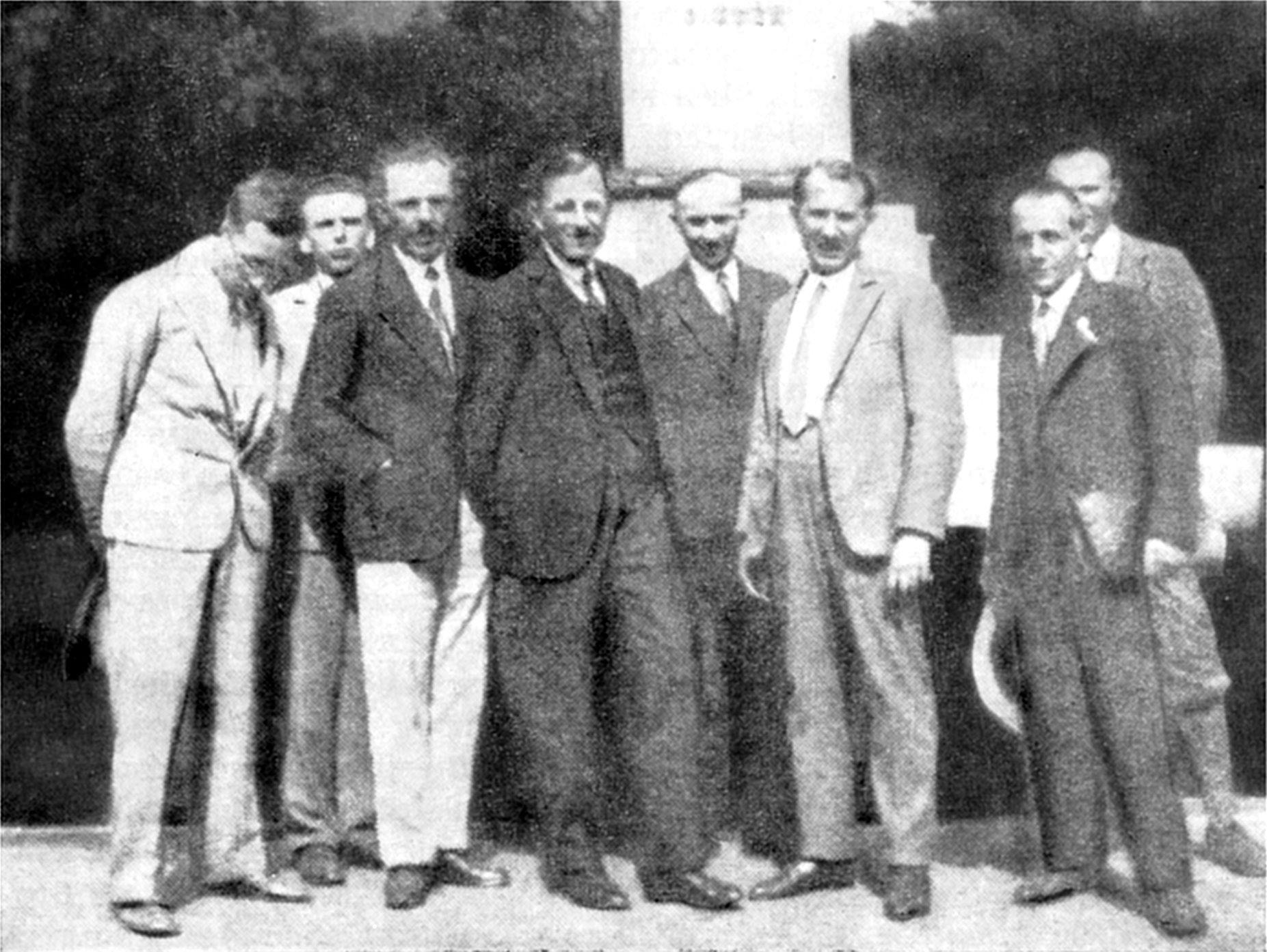
Нарада у Празі, червень 1930. Зліва направо: Зенон Пеленський, Осип Бойдуник, Осип Рев'юк, Юліан Головінський, Омелян Сеник, Євген Коновалець, Леонід Костарів, Зиновій Книш

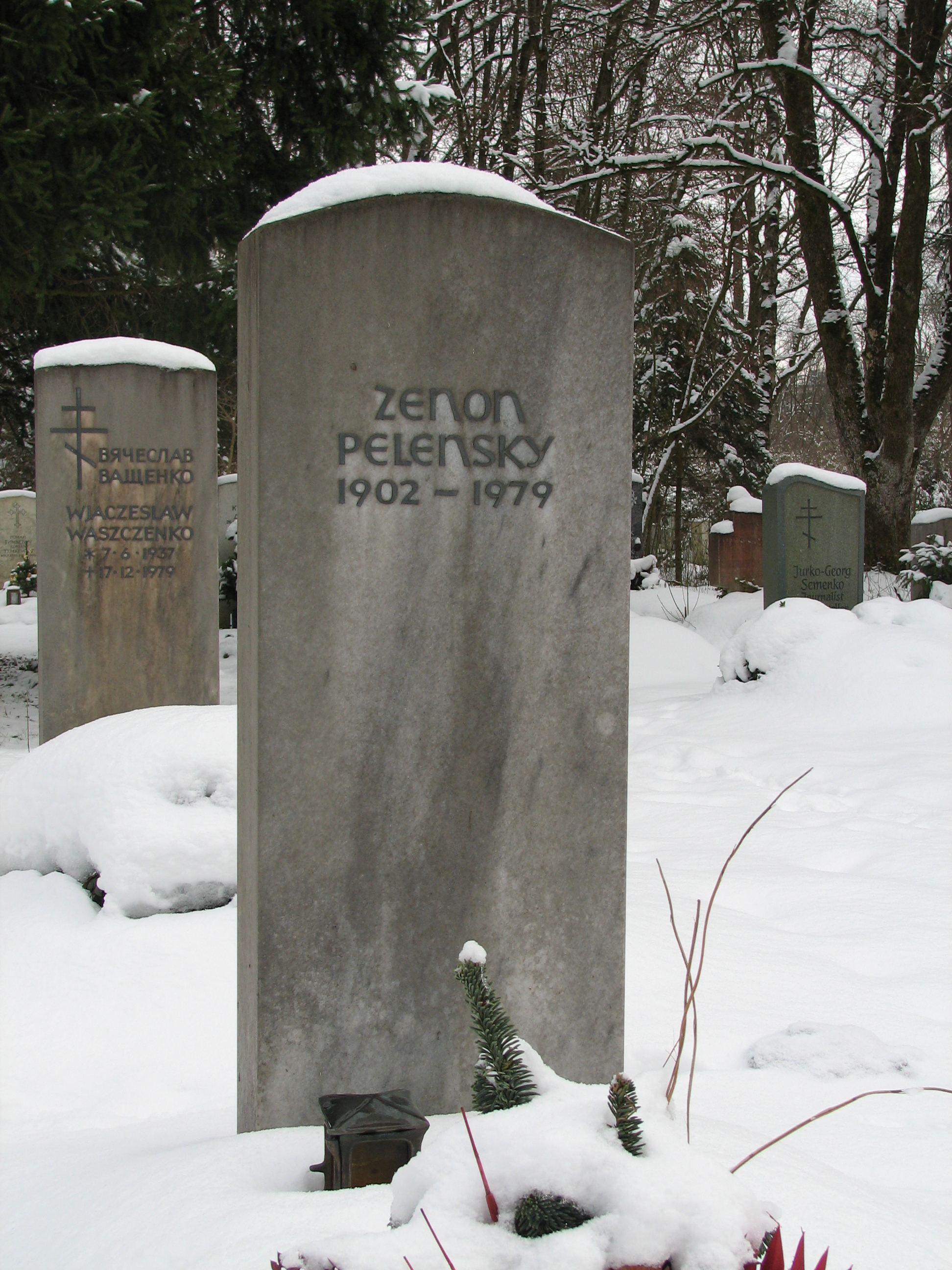
Могила Зенона Пеленського на цвинтарі Вальдфрідгоф

Вищу освіту здобув у Берліні, водночас працюючи берлінським кореспондентом «Діла», співредактором журналу «Розбудова нації» у Празі.
У лютому 1929 на західно-українських землях було сформовано першу Крайову Екзекутиву ОУН у такому складі:
- Богдан Кравців — Крайовий Провідник;
- Зенон Пеленський — заступник Крайового Провідника і політичний референт;
- Степан Охримович — організаційний референт;
- Зенон Коссак, член СУНМ і УВО — бойовий референт;
- Степан Ленкавський — ідеологічний референт;
- Михайло Колодзінський, член СУНМ і УВО — референт військового вишколу;
- Іван Габрусевич — керівник підреферентури юнацтва.

Було вирішено організувати видання під польською окупацією леґальної української націоналістичної преси. Цією справою зайнявся особисто Зенон Пеленський, він відкупив інформативний тижневик «Український Голос», що виходив у Перемишлі, від тогочасного його видавця проф. Ґреґолинського і перетворив його на «орган націоналістичної думки», перебравши у свої руки редакторство.
Пізніше не полишав редакторської роботи і був головним редактором видань: «Свобода», щоденника «Новий час» та місячника «Шлях Нації» у Львові.
Після загибелі 30 вересня 1930 р. Юліяна Головінського керівництво Організацією Українських Націоналістів на західньоукраїнських землях перебрав організаційний референт КЕ ОУН Степан Охримович, який зробив деякі зміни в складі Крайової Екзекутиви. Зі складу колишньої КЕ вибули Богдан Кравців, ув'язнений у зв'язку з нападом під Бібркою і засуджений на З роки тюрми, і Зенон Пеленський покликаний восени 1930 року до польського війська і пізніше теж засуджений на бібрському процесі на 3 роки тюрми.
Зенон Пеленський був співтворцем УГВР (у Президії УГВР від 1944) і одним із засновників ЗП УГВР і ОУН-з.
На еміграції у Мюнхені редагував тижневик «Українська трибуна», «Український самостійник».
1955—1967 — член редакції радіо «Свобода», голова Спілки українських журналістів на еміграції.
Похований на цвинтарі Вальдфрідгоф у Мюнхені.

## Звернення Воюючої України до всієї української еміграції
Під «Зверненням Воюючої України до всієї української еміграції» (жовтень 1949) стоїть підпис-псевдо неідентифікованого члена УГВР Професор Г.Зелений. Є припущення, що Г.Зелений, а також професор Зенон Зелений, що постійно згадується у книзі «Обмануті надії. Спогади колишніх юнаків протилетунської оборони», — це Зенон Пеленський.

## Родина
Дружина Зенона Пеленського Ольга померла 29 вересня 1962 року в США після тривалої хвороби.
Дочка Марта навчалась на хіміка в одному з американських університетів.

## Публіцистика
- Ідея української соціальності.// Розбудова Нації. — Прага. — жовтень-листопад 1928 року. — с. 363—371.